# Mikko Oivanen

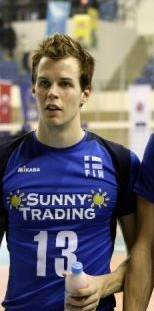
Mikko Oivanen reprezentantem Finlandii w 2007 roku

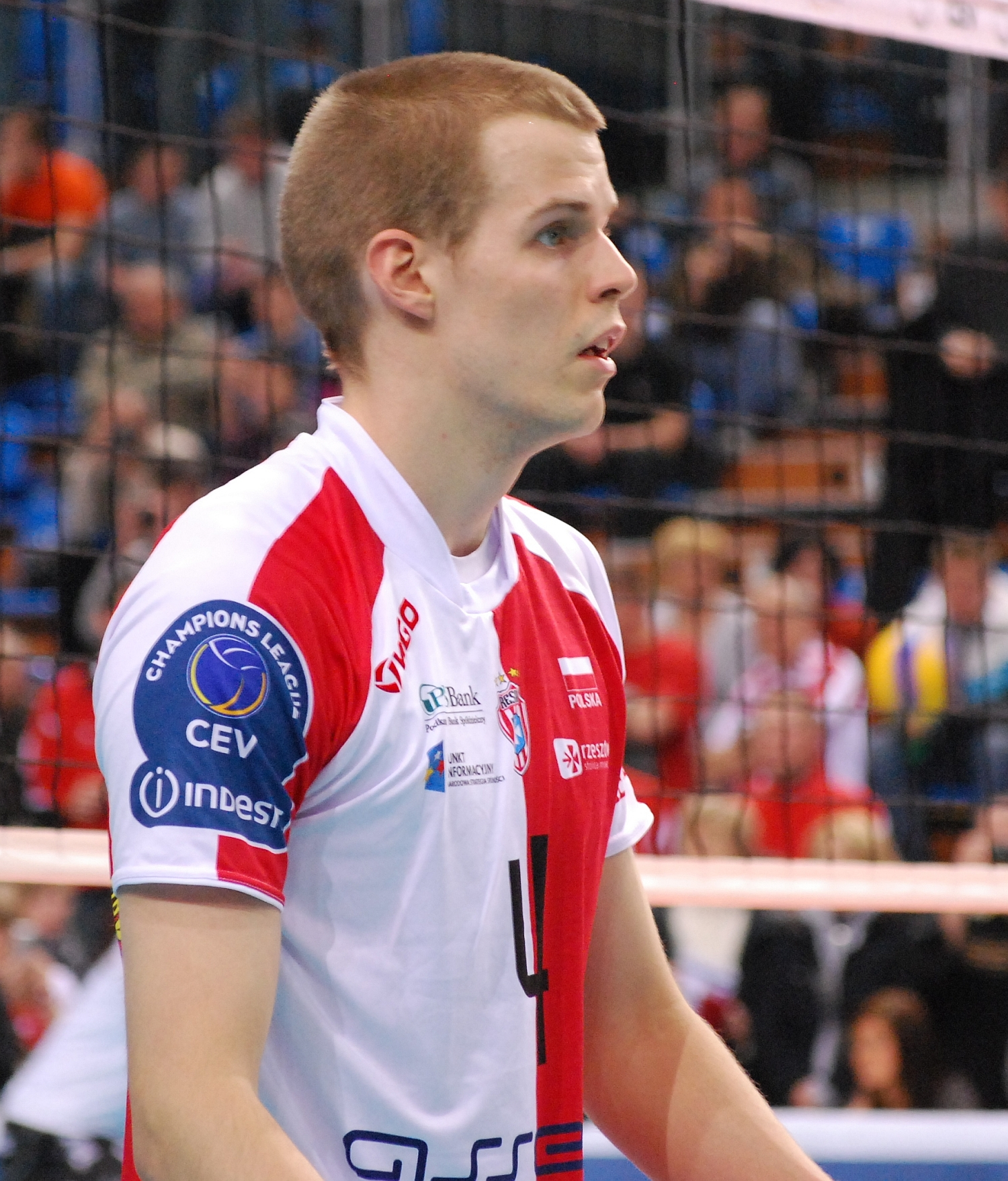
Mikko Oivanen zawodnikiem Asseco Resovia Rzeszów w sezonie 2009/2010

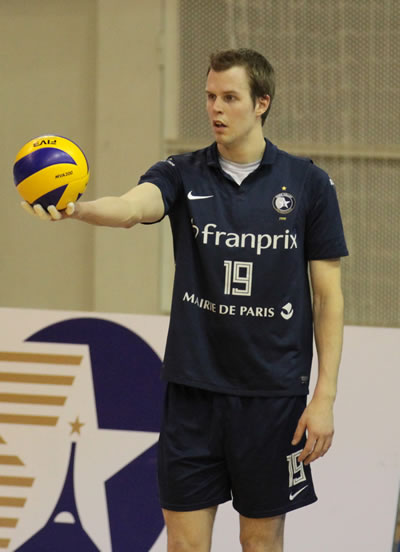
Mikko Oivanen zawodnikiem Paris Volley

Mikko Oivanen (ur. 26 maja 1986 w Huittinen) – fiński siatkarz, reprezentant kraju, grający na pozycji atakującego.
W reprezentacji Finlandii zadebiutował w 2005 roku, a rozegrał w niej łącznie 208 mecze. W tym samym roku wywalczył z nią srebrny medal w Lidze Europejskiej, a sam został uznany za najlepszy atakujący turnieju. W 2007 został wyróżniony jako najlepszy atakujący Mistrzostw Europy. W 2011 był najlepiej punktującym fazy interkontynentalnej Ligi Światowej.
Jego brat bliźniak Matti, również jest reprezentantem Finlandii w siatkówkę.

## Przebieg kariery
| Lata                      | Klub                           |                   |                   |                   |                   |                   |                   |                   |                   |                   |
| Kariera juniorska         | Kariera juniorska              | Kariera juniorska | Kariera juniorska | Kariera juniorska | Kariera juniorska | Kariera juniorska | Kariera juniorska | Kariera juniorska | Kariera juniorska | Kariera juniorska |
| ------------------------- | ------------------------------ | ----------------- | ----------------- | ----------------- | ----------------- | ----------------- | ----------------- | ----------------- | ----------------- | ----------------- |
| 2001–2002                 | Kiikoisten Kirma               |                   |                   |                   |                   |                   |                   |                   |                   |                   |
| 2002–2003                 | Kuortane                       |                   |                   |                   |                   |                   |                   |                   |                   |                   |
| Kariera seniorska         |                                |                   |                   |                   |                   |                   |                   |                   |                   |                   |
| 2003–2004                 | Vammalan Lentopallo & Kuortane |                   |                   |                   |                   |                   |                   |                   |                   |                   |
| 2004–2006                 | Raision Loimu                  |                   |                   |                   |                   |                   |                   |                   |                   |                   |
| 2006–2007                 | Rovaniemi Santasport           |                   |                   |                   |                   |                   |                   |                   |                   |                   |
| 2007–2008                 | Kastamonu Bozkurt Belediyesi   |                   |                   |                   |                   |                   |                   |                   |                   |                   |
| 2008–2010                 | Asseco Resovia Rzeszów         |                   |                   |                   |                   |                   |                   |                   |                   |                   |
| 2010–2011                 | Büyükşehir Belediyesi Stambuł  |                   |                   |                   |                   |                   |                   |                   |                   |                   |
| 2011–2012                 | Lotos Trefl Gdańsk             |                   |                   |                   |                   |                   |                   |                   |                   |                   |
| 2012 (do 11.2012)         | Hurrikaani-Loimaa              |                   |                   |                   |                   |                   |                   |                   |                   |                   |
| 2012–2013 (od 05.11.2012) | Paris Volley                   |                   |                   |                   |                   |                   |                   |                   |                   |                   |
| 2013–2014                 | Fujian Volleyball              |                   |                   |                   |                   |                   |                   |                   |                   |                   |
| 2014 (od 20.02.2014)      | VaLePa Sastamala               |                   |                   |                   |                   |                   |                   |                   |                   |                   |
| 2014–2015                 | Cerrad Czarni Radom            |                   |                   |                   |                   |                   |                   |                   |                   |                   |
| 2015–2016 (do 03.2016)    | Pajkan Teheran                 |                   |                   |                   |                   |                   |                   |                   |                   |                   |
| 2016 (od 21.03.2016)      | Indykpol AZS Olsztyn           |                   |                   |                   |                   |                   |                   |                   |                   |                   |
| 2016–2017                 | Hurrikaani-Loimaa              |                   |                   |                   |                   |                   |                   |                   |                   |                   |
| 2017–2018                 | Olympiakos Pireus              |                   |                   |                   |                   |                   |                   |                   |                   |                   |
| 2018–2019                 | SC Police                      |                   |                   |                   |                   |                   |                   |                   |                   |                   |
| 2019–2020                 | VaLePa Sastamala               |                   |                   |                   |                   |                   |                   |                   |                   |                   |

## Sukcesy klubowe
Puchar Finlandii:
- 2004, 2020

Liga fińska:
- 2007, 2014
- 2017

Liga polska:
- 2009
- 2010

Liga francuska:
- 2013

Puchar Ligi Greckiej:
- 2018

Puchar Challenge:
- 2018

Liga grecka:
- 2018

Liga katarska:
- 2019

## Sukcesy reprezentacyjne
Liga Europejska:
- 2005

## Nagrody indywidualne
- 2005: Najlepszy atakujący Ligi Europejskiej
- 2007: Najlepszy atakujący Mistrzostw Europy
- 2011: Najlepszy punktujący fazy interkontynentalnej Ligi Światowej